# Ballet Interamericano de Venezuela
Ballet Interamericano de Venezuela, compañía de ballet venezolana, fundada en 1955 por Margot Contreras, de corta duración y que antecedería al Ballet Nacional de Venezuela.

## Historia
El Ballet Interamericano fue creado por Margot Contreras pensando en ofrecerles a los alumnos de la recién creada Academia Interamericana de Ballet una compañía profesional en donde ampliar sus conocimientos y continuar su carrera de bailarines, así como también para absorber a los bailarines del Ballet Nena Coronil.
Esta compañía hizo su debut el 15 de agosto de 1955 en el Teatro Nacional de Caracas con un programa variado, de piezas de corta duración: Bodas de Aurora (La Bella durmiente), Romeo y Julieta (pas de deux), El lago de los cisnes (pas de trois del primer acto) y Carnaval de Venecia.
El 31 de agosto de 1956, se presentaron nuevamente, esta vez en el Teatro Municipal de Caracas patrocinados por la Asociación Venezolana de Ballet, con Elías Pérez Borjas como secretario general. En esta función participaron como bailarines principales la venezolana Irma Contreras y los bailarines extranjeros Lynne Golding, Henry Danton y Miro Anton; también participaron los venezolanos Maruja Leiva, Irina Filimonova, Belén Lobo, Margarita Medina, Tulio de la Rosa, Domingo Rivas y Orlando Zavarce, entre otros.
A finales de ese mismo año la compañía se disolvió para dar paso al Ballet Nacional de Venezuela que sería fundado oficialmente en 1957.